# Puzzle de Plaskett
|   | a | b | c | d | e | f | g | h |   |
| 8 | d7 blanques peó · h7 negres rei · a6 negres cavall · d6 blanques rei · h6 negres peó · c5 negres peó · g5 negres cavall · b4 negres alfil · g4 blanques cavall · c3 negres peó · e3 negres peó · g3 blanques peó · d1 blanques alfil | d7 blanques peó · h7 negres rei · a6 negres cavall · d6 blanques rei · h6 negres peó · c5 negres peó · g5 negres cavall · b4 negres alfil · g4 blanques cavall · c3 negres peó · e3 negres peó · g3 blanques peó · d1 blanques alfil | d7 blanques peó · h7 negres rei · a6 negres cavall · d6 blanques rei · h6 negres peó · c5 negres peó · g5 negres cavall · b4 negres alfil · g4 blanques cavall · c3 negres peó · e3 negres peó · g3 blanques peó · d1 blanques alfil | d7 blanques peó · h7 negres rei · a6 negres cavall · d6 blanques rei · h6 negres peó · c5 negres peó · g5 negres cavall · b4 negres alfil · g4 blanques cavall · c3 negres peó · e3 negres peó · g3 blanques peó · d1 blanques alfil | d7 blanques peó · h7 negres rei · a6 negres cavall · d6 blanques rei · h6 negres peó · c5 negres peó · g5 negres cavall · b4 negres alfil · g4 blanques cavall · c3 negres peó · e3 negres peó · g3 blanques peó · d1 blanques alfil | d7 blanques peó · h7 negres rei · a6 negres cavall · d6 blanques rei · h6 negres peó · c5 negres peó · g5 negres cavall · b4 negres alfil · g4 blanques cavall · c3 negres peó · e3 negres peó · g3 blanques peó · d1 blanques alfil | d7 blanques peó · h7 negres rei · a6 negres cavall · d6 blanques rei · h6 negres peó · c5 negres peó · g5 negres cavall · b4 negres alfil · g4 blanques cavall · c3 negres peó · e3 negres peó · g3 blanques peó · d1 blanques alfil | d7 blanques peó · h7 negres rei · a6 negres cavall · d6 blanques rei · h6 negres peó · c5 negres peó · g5 negres cavall · b4 negres alfil · g4 blanques cavall · c3 negres peó · e3 negres peó · g3 blanques peó · d1 blanques alfil | 8 |
| 7 | d7 blanques peó · h7 negres rei · a6 negres cavall · d6 blanques rei · h6 negres peó · c5 negres peó · g5 negres cavall · b4 negres alfil · g4 blanques cavall · c3 negres peó · e3 negres peó · g3 blanques peó · d1 blanques alfil | d7 blanques peó · h7 negres rei · a6 negres cavall · d6 blanques rei · h6 negres peó · c5 negres peó · g5 negres cavall · b4 negres alfil · g4 blanques cavall · c3 negres peó · e3 negres peó · g3 blanques peó · d1 blanques alfil | d7 blanques peó · h7 negres rei · a6 negres cavall · d6 blanques rei · h6 negres peó · c5 negres peó · g5 negres cavall · b4 negres alfil · g4 blanques cavall · c3 negres peó · e3 negres peó · g3 blanques peó · d1 blanques alfil | d7 blanques peó · h7 negres rei · a6 negres cavall · d6 blanques rei · h6 negres peó · c5 negres peó · g5 negres cavall · b4 negres alfil · g4 blanques cavall · c3 negres peó · e3 negres peó · g3 blanques peó · d1 blanques alfil | d7 blanques peó · h7 negres rei · a6 negres cavall · d6 blanques rei · h6 negres peó · c5 negres peó · g5 negres cavall · b4 negres alfil · g4 blanques cavall · c3 negres peó · e3 negres peó · g3 blanques peó · d1 blanques alfil | d7 blanques peó · h7 negres rei · a6 negres cavall · d6 blanques rei · h6 negres peó · c5 negres peó · g5 negres cavall · b4 negres alfil · g4 blanques cavall · c3 negres peó · e3 negres peó · g3 blanques peó · d1 blanques alfil | d7 blanques peó · h7 negres rei · a6 negres cavall · d6 blanques rei · h6 negres peó · c5 negres peó · g5 negres cavall · b4 negres alfil · g4 blanques cavall · c3 negres peó · e3 negres peó · g3 blanques peó · d1 blanques alfil | d7 blanques peó · h7 negres rei · a6 negres cavall · d6 blanques rei · h6 negres peó · c5 negres peó · g5 negres cavall · b4 negres alfil · g4 blanques cavall · c3 negres peó · e3 negres peó · g3 blanques peó · d1 blanques alfil | 7 |
| 6 | d7 blanques peó · h7 negres rei · a6 negres cavall · d6 blanques rei · h6 negres peó · c5 negres peó · g5 negres cavall · b4 negres alfil · g4 blanques cavall · c3 negres peó · e3 negres peó · g3 blanques peó · d1 blanques alfil | d7 blanques peó · h7 negres rei · a6 negres cavall · d6 blanques rei · h6 negres peó · c5 negres peó · g5 negres cavall · b4 negres alfil · g4 blanques cavall · c3 negres peó · e3 negres peó · g3 blanques peó · d1 blanques alfil | d7 blanques peó · h7 negres rei · a6 negres cavall · d6 blanques rei · h6 negres peó · c5 negres peó · g5 negres cavall · b4 negres alfil · g4 blanques cavall · c3 negres peó · e3 negres peó · g3 blanques peó · d1 blanques alfil | d7 blanques peó · h7 negres rei · a6 negres cavall · d6 blanques rei · h6 negres peó · c5 negres peó · g5 negres cavall · b4 negres alfil · g4 blanques cavall · c3 negres peó · e3 negres peó · g3 blanques peó · d1 blanques alfil | d7 blanques peó · h7 negres rei · a6 negres cavall · d6 blanques rei · h6 negres peó · c5 negres peó · g5 negres cavall · b4 negres alfil · g4 blanques cavall · c3 negres peó · e3 negres peó · g3 blanques peó · d1 blanques alfil | d7 blanques peó · h7 negres rei · a6 negres cavall · d6 blanques rei · h6 negres peó · c5 negres peó · g5 negres cavall · b4 negres alfil · g4 blanques cavall · c3 negres peó · e3 negres peó · g3 blanques peó · d1 blanques alfil | d7 blanques peó · h7 negres rei · a6 negres cavall · d6 blanques rei · h6 negres peó · c5 negres peó · g5 negres cavall · b4 negres alfil · g4 blanques cavall · c3 negres peó · e3 negres peó · g3 blanques peó · d1 blanques alfil | d7 blanques peó · h7 negres rei · a6 negres cavall · d6 blanques rei · h6 negres peó · c5 negres peó · g5 negres cavall · b4 negres alfil · g4 blanques cavall · c3 negres peó · e3 negres peó · g3 blanques peó · d1 blanques alfil | 6 |
| 5 | d7 blanques peó · h7 negres rei · a6 negres cavall · d6 blanques rei · h6 negres peó · c5 negres peó · g5 negres cavall · b4 negres alfil · g4 blanques cavall · c3 negres peó · e3 negres peó · g3 blanques peó · d1 blanques alfil | d7 blanques peó · h7 negres rei · a6 negres cavall · d6 blanques rei · h6 negres peó · c5 negres peó · g5 negres cavall · b4 negres alfil · g4 blanques cavall · c3 negres peó · e3 negres peó · g3 blanques peó · d1 blanques alfil | d7 blanques peó · h7 negres rei · a6 negres cavall · d6 blanques rei · h6 negres peó · c5 negres peó · g5 negres cavall · b4 negres alfil · g4 blanques cavall · c3 negres peó · e3 negres peó · g3 blanques peó · d1 blanques alfil | d7 blanques peó · h7 negres rei · a6 negres cavall · d6 blanques rei · h6 negres peó · c5 negres peó · g5 negres cavall · b4 negres alfil · g4 blanques cavall · c3 negres peó · e3 negres peó · g3 blanques peó · d1 blanques alfil | d7 blanques peó · h7 negres rei · a6 negres cavall · d6 blanques rei · h6 negres peó · c5 negres peó · g5 negres cavall · b4 negres alfil · g4 blanques cavall · c3 negres peó · e3 negres peó · g3 blanques peó · d1 blanques alfil | d7 blanques peó · h7 negres rei · a6 negres cavall · d6 blanques rei · h6 negres peó · c5 negres peó · g5 negres cavall · b4 negres alfil · g4 blanques cavall · c3 negres peó · e3 negres peó · g3 blanques peó · d1 blanques alfil | d7 blanques peó · h7 negres rei · a6 negres cavall · d6 blanques rei · h6 negres peó · c5 negres peó · g5 negres cavall · b4 negres alfil · g4 blanques cavall · c3 negres peó · e3 negres peó · g3 blanques peó · d1 blanques alfil | d7 blanques peó · h7 negres rei · a6 negres cavall · d6 blanques rei · h6 negres peó · c5 negres peó · g5 negres cavall · b4 negres alfil · g4 blanques cavall · c3 negres peó · e3 negres peó · g3 blanques peó · d1 blanques alfil | 5 |
| 4 | d7 blanques peó · h7 negres rei · a6 negres cavall · d6 blanques rei · h6 negres peó · c5 negres peó · g5 negres cavall · b4 negres alfil · g4 blanques cavall · c3 negres peó · e3 negres peó · g3 blanques peó · d1 blanques alfil | d7 blanques peó · h7 negres rei · a6 negres cavall · d6 blanques rei · h6 negres peó · c5 negres peó · g5 negres cavall · b4 negres alfil · g4 blanques cavall · c3 negres peó · e3 negres peó · g3 blanques peó · d1 blanques alfil | d7 blanques peó · h7 negres rei · a6 negres cavall · d6 blanques rei · h6 negres peó · c5 negres peó · g5 negres cavall · b4 negres alfil · g4 blanques cavall · c3 negres peó · e3 negres peó · g3 blanques peó · d1 blanques alfil | d7 blanques peó · h7 negres rei · a6 negres cavall · d6 blanques rei · h6 negres peó · c5 negres peó · g5 negres cavall · b4 negres alfil · g4 blanques cavall · c3 negres peó · e3 negres peó · g3 blanques peó · d1 blanques alfil | d7 blanques peó · h7 negres rei · a6 negres cavall · d6 blanques rei · h6 negres peó · c5 negres peó · g5 negres cavall · b4 negres alfil · g4 blanques cavall · c3 negres peó · e3 negres peó · g3 blanques peó · d1 blanques alfil | d7 blanques peó · h7 negres rei · a6 negres cavall · d6 blanques rei · h6 negres peó · c5 negres peó · g5 negres cavall · b4 negres alfil · g4 blanques cavall · c3 negres peó · e3 negres peó · g3 blanques peó · d1 blanques alfil | d7 blanques peó · h7 negres rei · a6 negres cavall · d6 blanques rei · h6 negres peó · c5 negres peó · g5 negres cavall · b4 negres alfil · g4 blanques cavall · c3 negres peó · e3 negres peó · g3 blanques peó · d1 blanques alfil | d7 blanques peó · h7 negres rei · a6 negres cavall · d6 blanques rei · h6 negres peó · c5 negres peó · g5 negres cavall · b4 negres alfil · g4 blanques cavall · c3 negres peó · e3 negres peó · g3 blanques peó · d1 blanques alfil | 4 |
| 3 | d7 blanques peó · h7 negres rei · a6 negres cavall · d6 blanques rei · h6 negres peó · c5 negres peó · g5 negres cavall · b4 negres alfil · g4 blanques cavall · c3 negres peó · e3 negres peó · g3 blanques peó · d1 blanques alfil | d7 blanques peó · h7 negres rei · a6 negres cavall · d6 blanques rei · h6 negres peó · c5 negres peó · g5 negres cavall · b4 negres alfil · g4 blanques cavall · c3 negres peó · e3 negres peó · g3 blanques peó · d1 blanques alfil | d7 blanques peó · h7 negres rei · a6 negres cavall · d6 blanques rei · h6 negres peó · c5 negres peó · g5 negres cavall · b4 negres alfil · g4 blanques cavall · c3 negres peó · e3 negres peó · g3 blanques peó · d1 blanques alfil | d7 blanques peó · h7 negres rei · a6 negres cavall · d6 blanques rei · h6 negres peó · c5 negres peó · g5 negres cavall · b4 negres alfil · g4 blanques cavall · c3 negres peó · e3 negres peó · g3 blanques peó · d1 blanques alfil | d7 blanques peó · h7 negres rei · a6 negres cavall · d6 blanques rei · h6 negres peó · c5 negres peó · g5 negres cavall · b4 negres alfil · g4 blanques cavall · c3 negres peó · e3 negres peó · g3 blanques peó · d1 blanques alfil | d7 blanques peó · h7 negres rei · a6 negres cavall · d6 blanques rei · h6 negres peó · c5 negres peó · g5 negres cavall · b4 negres alfil · g4 blanques cavall · c3 negres peó · e3 negres peó · g3 blanques peó · d1 blanques alfil | d7 blanques peó · h7 negres rei · a6 negres cavall · d6 blanques rei · h6 negres peó · c5 negres peó · g5 negres cavall · b4 negres alfil · g4 blanques cavall · c3 negres peó · e3 negres peó · g3 blanques peó · d1 blanques alfil | d7 blanques peó · h7 negres rei · a6 negres cavall · d6 blanques rei · h6 negres peó · c5 negres peó · g5 negres cavall · b4 negres alfil · g4 blanques cavall · c3 negres peó · e3 negres peó · g3 blanques peó · d1 blanques alfil | 3 |
| 2 | d7 blanques peó · h7 negres rei · a6 negres cavall · d6 blanques rei · h6 negres peó · c5 negres peó · g5 negres cavall · b4 negres alfil · g4 blanques cavall · c3 negres peó · e3 negres peó · g3 blanques peó · d1 blanques alfil | d7 blanques peó · h7 negres rei · a6 negres cavall · d6 blanques rei · h6 negres peó · c5 negres peó · g5 negres cavall · b4 negres alfil · g4 blanques cavall · c3 negres peó · e3 negres peó · g3 blanques peó · d1 blanques alfil | d7 blanques peó · h7 negres rei · a6 negres cavall · d6 blanques rei · h6 negres peó · c5 negres peó · g5 negres cavall · b4 negres alfil · g4 blanques cavall · c3 negres peó · e3 negres peó · g3 blanques peó · d1 blanques alfil | d7 blanques peó · h7 negres rei · a6 negres cavall · d6 blanques rei · h6 negres peó · c5 negres peó · g5 negres cavall · b4 negres alfil · g4 blanques cavall · c3 negres peó · e3 negres peó · g3 blanques peó · d1 blanques alfil | d7 blanques peó · h7 negres rei · a6 negres cavall · d6 blanques rei · h6 negres peó · c5 negres peó · g5 negres cavall · b4 negres alfil · g4 blanques cavall · c3 negres peó · e3 negres peó · g3 blanques peó · d1 blanques alfil | d7 blanques peó · h7 negres rei · a6 negres cavall · d6 blanques rei · h6 negres peó · c5 negres peó · g5 negres cavall · b4 negres alfil · g4 blanques cavall · c3 negres peó · e3 negres peó · g3 blanques peó · d1 blanques alfil | d7 blanques peó · h7 negres rei · a6 negres cavall · d6 blanques rei · h6 negres peó · c5 negres peó · g5 negres cavall · b4 negres alfil · g4 blanques cavall · c3 negres peó · e3 negres peó · g3 blanques peó · d1 blanques alfil | d7 blanques peó · h7 negres rei · a6 negres cavall · d6 blanques rei · h6 negres peó · c5 negres peó · g5 negres cavall · b4 negres alfil · g4 blanques cavall · c3 negres peó · e3 negres peó · g3 blanques peó · d1 blanques alfil | 2 |
| 1 | d7 blanques peó · h7 negres rei · a6 negres cavall · d6 blanques rei · h6 negres peó · c5 negres peó · g5 negres cavall · b4 negres alfil · g4 blanques cavall · c3 negres peó · e3 negres peó · g3 blanques peó · d1 blanques alfil | d7 blanques peó · h7 negres rei · a6 negres cavall · d6 blanques rei · h6 negres peó · c5 negres peó · g5 negres cavall · b4 negres alfil · g4 blanques cavall · c3 negres peó · e3 negres peó · g3 blanques peó · d1 blanques alfil | d7 blanques peó · h7 negres rei · a6 negres cavall · d6 blanques rei · h6 negres peó · c5 negres peó · g5 negres cavall · b4 negres alfil · g4 blanques cavall · c3 negres peó · e3 negres peó · g3 blanques peó · d1 blanques alfil | d7 blanques peó · h7 negres rei · a6 negres cavall · d6 blanques rei · h6 negres peó · c5 negres peó · g5 negres cavall · b4 negres alfil · g4 blanques cavall · c3 negres peó · e3 negres peó · g3 blanques peó · d1 blanques alfil | d7 blanques peó · h7 negres rei · a6 negres cavall · d6 blanques rei · h6 negres peó · c5 negres peó · g5 negres cavall · b4 negres alfil · g4 blanques cavall · c3 negres peó · e3 negres peó · g3 blanques peó · d1 blanques alfil | d7 blanques peó · h7 negres rei · a6 negres cavall · d6 blanques rei · h6 negres peó · c5 negres peó · g5 negres cavall · b4 negres alfil · g4 blanques cavall · c3 negres peó · e3 negres peó · g3 blanques peó · d1 blanques alfil | d7 blanques peó · h7 negres rei · a6 negres cavall · d6 blanques rei · h6 negres peó · c5 negres peó · g5 negres cavall · b4 negres alfil · g4 blanques cavall · c3 negres peó · e3 negres peó · g3 blanques peó · d1 blanques alfil | d7 blanques peó · h7 negres rei · a6 negres cavall · d6 blanques rei · h6 negres peó · c5 negres peó · g5 negres cavall · b4 negres alfil · g4 blanques cavall · c3 negres peó · e3 negres peó · g3 blanques peó · d1 blanques alfil | 1 |
|   | a | b | c | d | e | f | g | h |   |

El Puzzle de Plaskett és un estudi final d'escacs creat pel compositor neerlandès Gijs van Breukelen al voltant de 1970, tot i que no es va publicar en aquell moment. Van Breukelen va publicar el puzzle l'any 1997 a la revista d'escacs dels Països Baixos Schakend Nederland. Anteriorment, va ser presentat pel Gran Mestre anglès James Plaskett, en un torneig d'escacs de primer nivell a Brussel·les el 1987, d'aquí el nom de "Puzzle de Plaskett". Segons els relats contemporanis, dels diversos Grans Mestres que van analitzar la posició, només l'excampió del món Mikhail Tal va ser capaç de resoldre'l.
Tot i que la solució és sorprenent, es va trobar que l'estudi era defectuós perquè les blanques no tenen una continuació immediatament decisiva si les negres juguen 4.... Rg4 en lloc de l'òbvia 4. ... Cf7+. Aquest defecte es pot solucionar col·locant el cavall negre a h8 o e5 en comptes de g5, o afegint un peó blanc a h2, però la versió defectuosa de l'estudi mostrada per Plaskett i publicada per van Breukelen segueix sent la més coneguda.

## Solució
1. Cf6+ Rg7
Si 1... Rg6 2. Ah5+ seguit de 3.d8=D, ja que l'alfil ara cobreix la casella f7 clau per la forquilla.
2. Ch5+ Rg6
Si 2. .. Rf7 3.d8=D guanya; si 2. ...Rh7 3. Ac2+ obliga el rei a pujar a la última fila, permetent que d8=D+ i mat en pocs moviments.
3. Ac2+!!
Aquest moviment és difícil de trobar pels motors.
3... Rxh5 4.d8=D! Cf7+
El moviment evident, i la intenció del compositor; tanmateix, 4.... Rg4 ofereix una resistència molt més contundent. (5. Df6 guanya segons Ehn i Kastner, però la victòria no és clara intuïtivament). Si el problema es posa amb el cavall a h8, aleshores 4.... Rg4 es troba amb 5. Dh4+ i mat en poques.
Roberto Balzan proposa una manera alternativa de reparar l'estudi, afegint un peó blanc a h2 en la posició inicial; després 4.... Rg4 es pot seguir amb 5. Df6! Rh3 6. Dxh6+ Rg2 7. Dxg5 i les blanques guanyen fàcilment.
5.Re6 Cxd8+ 6.Rf5
Les blanques amenacen Ad1+. Ara segueix una notable maniobra en zig-zag de l'alfil, el negre defensant-se de les amenaces de mat amb promocions dues vegades a cavall per cobrir la casella de mat, fins que no hi ha més defensa.
6...e2 7.Ae4 e1=C 8.Ad5 c2 9.Ac4 c1=C 10.Ab5 Cc7
Les negres poden retardar el mat inevitable en un moviment amb 10.... Cc6.
11.Aa4 1-0
No es pot evitar el mat en 3 amb Ad1, per exemple 11. .. Ce2 12. Ad1 Cf3 13. Axe2 i 14. Axf3# o 11... Cb3 12. Axb3 Cc2 13. Axc2 i 14. Ad1 #.